# 헌터 증후군

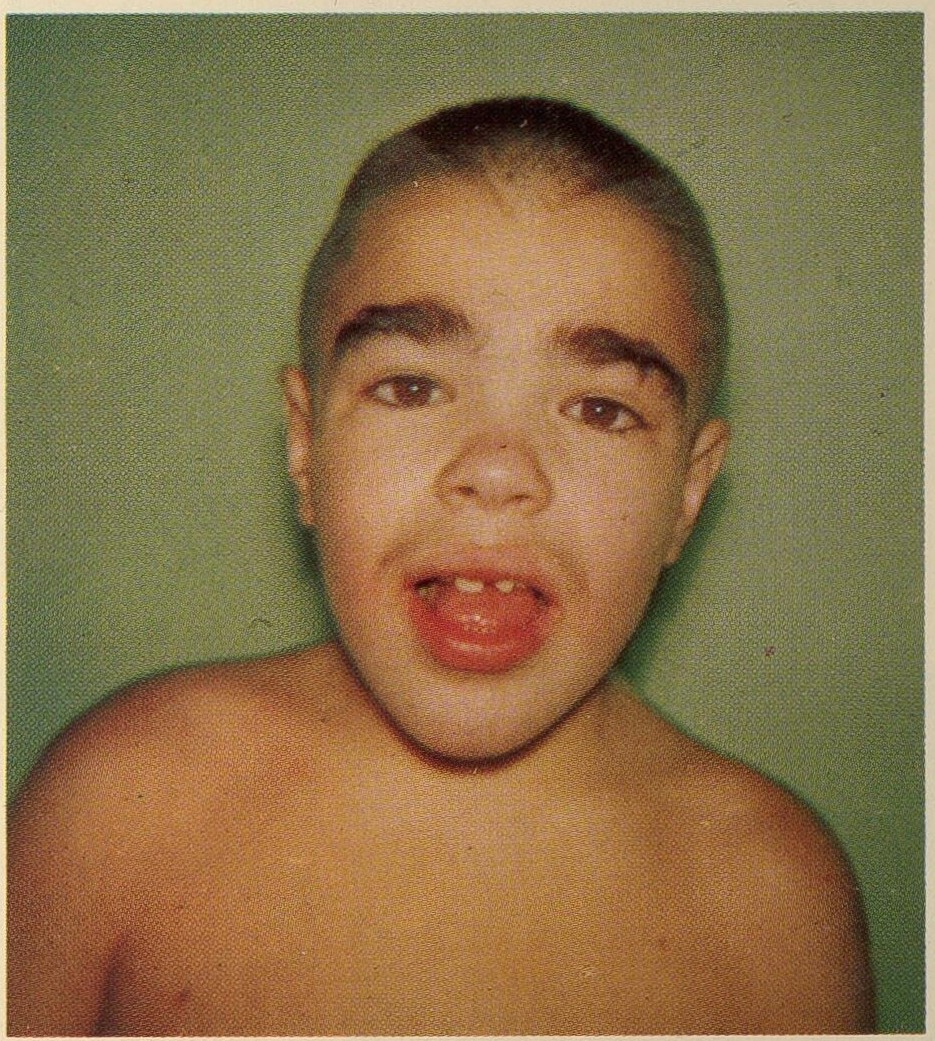
헌터 증후군 환자

헌터 증후군(Hunter syndrome) 또는 뮤코다당류증 2형(mucopolysaccharidosis type II, MPS II)은 글리코사미노글리칸(GAG 또는 뮤코다당류)이라는 큰 설탕 분자가 신체 조직에 축적되는 희귀 유전 질환이다. 리소좀 축적병의 한 형태이다. 헌터 증후군은 리소좀 효소 이두로네이트-2-설파타제(I2S)의 결핍으로 인해 발생한다. 이 효소가 부족하면 헤파란 설페이트와 데르마탄 설페이트가 모든 신체 조직에 축적된다. 헌터 증후군은 X-연관 열성 유전을 보이는 유일한 MPS 증후군이다.
헌터 증후군의 증상은 MPS I의 증상과 유사하다. 이는 골격, 심장, 호흡기계를 포함한 많은 기관에 이상을 유발한다. 심한 경우에는 청소년기에 사망에 이르게 된다. MPS I과 달리 각막 혼탁은 이 질병과 관련이 없다.

## 같이 보기
- 유전상담